# Бродв'ю (Іллінойс)
Бродв'ю (англ. Broadview) — селище (англ. village) в США, в окрузі Кук штату Іллінойс. Населення — 7998 осіб (2020).

## Географія
Бродв'ю розташований за координатами 41°51′30″ пн. ш. 87°51′22″ зх. д. / 41.85833° пн. ш. 87.85611° зх. д. (41.858371, -87.856191).  За даними Бюро перепису населення США в 2010 році селище мало площу 4,60 км², уся площа — суходіл.

## Демографія
Згідно з переписом 2010 року, у селищі мешкали 7932 особи в 3107 домогосподарствах у складі 2034 родин. Густота населення становила 1723 особи/км².  Було 3322 помешкання (722/км²).
Расовий склад населення:
| - 76,2 % — чорних або афроамериканців - 17,0 % — білих - 1,4 % — азіатів - 0,1 % — корінних американців - 3,3 % — осіб інших рас |

До двох чи більше рас належало 1,9 %. Частка іспаномовних становила 8,6 % від усіх жителів.
За віковим діапазоном населення розподілялося таким чином: 23,1 % — особи молодші 18 років, 64,4 % — особи у віці 18—64 років, 12,5 % — особи у віці 65 років та старші. Медіана віку мешканця становила 39,9 року. На 100 осіб жіночої статі у селищі припадало 87,2 чоловіків;  на 100 жінок у віці від 18 років та старших — 83,0 чоловіків також старших 18 років.
Середній дохід на одне домашнє господарство  становив 63 588 доларів США (медіана — 52 873), а середній дохід на одну сім'ю — 75 340 доларів (медіана — 63 484). Медіана доходів становила 43 958 доларів для чоловіків та 53 550 доларів для жінок. За межею бідності перебувало 12,3 % осіб, у тому числі 24,3 % дітей у віці до 18 років та 7,5 % осіб у віці 65 років та старших.
Цивільне працевлаштоване населення становило 3700 осіб. Основні галузі зайнятості: освіта, охорона здоров'я та соціальна допомога — 21,1 %, роздрібна торгівля — 12,4 %, транспорт — 11,4 %, виробництво — 10,5 %.